# Град Врање
Град Врање је град у Пчињском округу на југу Србије. По подацима из 2004. заузима површину од 860 km² (од чега на пољопривредну површину отпада 44.721 ha, а на шумску 32.478 ha).
Седиште града као и округа је градско насеље Врање. Град Врање се састоји од 27 насеља: 2 градска (Врање и Врањска Бања) и 103 сеоска насеља.
Према подацима са последњег пописа 2022. године у граду је живело 74.381 становник (према попису из 2011. било је 83.524 становника).. У граду Врању се налази 60 основних, 7 средњих школа, једна виша школа и један факултет.

## Административна подела
У административном смислу, град Врање је подељен на две градске општине: Врање и Врањска Бања.

## Насеља

### Градска
| # | Име           | Статус         | Градска општина |
| - | ------------- | -------------- | --------------- |
| 1 | Врање2        | градско насеље | Врање           |
| 2 | Врањска Бања1 | г. н.          | Врањска Бања    |

Напомене:

1 Седиште градске општине

2 Седиште градске општине и града Врања

### Сеоска
| - Александровац - Бабина Пољана - Барбарушинце - Барелић - Бели Брег - Бојин Дел - Бресница - Бујковац - Буљесовце - Буштрање | - Вишевце - Власе - Вртогош - Големо Село - Горња Отуља - Горње Пуношевце - Горње Требешиње - Горње Жапско - Горњи Нерадовац - Градња | - Гумериште - Давидовац - Добрејанце - Доња Отуља - Доње Жапско - Доње Пуношевце - Доње Требешиње - Доњи Нерадовац - Драгобужде - Дреновац | - Дубница - Дуга Лука - Дулан - Дупељево - Златокоп - Изумно - Катун - Клашњице - Клисурица - Копањане |

| - Корбевац - Корбул - Коћура - Крива Феја - Крушева Глава - Кумарево - Купининце - Лалинце - Лева Река - Лепчинце | - Липовац - Луково - Марганце - Мечковац - Мијаковце - Мијовце - Миланово - Миливојце - Моштаница - Наставце | - Несврта - Нова Брезовица - Обличка Сена - Остра Глава - Павловац - Паневље - Пљачковица - Првонек - Превалац - Преображење | - Ранутовац - Ратаје - Рибнице - Ристовац - Рождаце - Русце - Себеврање - Сикирје - Сливница - Смиљевић |

| - Содерце - Средњи Дел - Станце - Стара Брезовица - Стари Глог - Стрешак - Стропско - Струганица - Студена - Суви Дол | - Сурдул - Тесовиште - Тибужде - Топлац - Трстена - Тумба - Ћуковац - Ћурковица - Урманица - Ушевце | - Црни Врх - Црни Луг - Честелин |

## Становништво

### Попис 2002.
|  |

| Демографија | Демографија | Демографија |
| Година      | Становника  | Становника  |
| ----------- | ----------- | ----------- |
| 1948.       | 59.504      |             |
| 1953.       | 62.659      |             |
| 1961.       | 65.367      |             |
| 1971.       | 72.208      |             |
| 1981.       | 82.527      |             |
| 1991.       | 86.518      | 85.591      |
| 2002.       | 87.288      | 89.591      |
| 2011.       | 83.524      |             |
| 2022.       | 74.381      |             |

| Етнички састав према попису из 2002. | Етнички састав према попису из 2002. | Етнички састав према попису из 2002. | Етнички састав према попису из 2002. | Етнички састав према попису из 2002. |
| ------------------------------------ | ------------------------------------ | ------------------------------------ | ------------------------------------ | ------------------------------------ |
|                                      |                                      |                                      |                                      |                                      |
| Срби                                 | Срби                                 |                                      | 81.198                               | 93,02%                               |
| Роми                                 | Роми                                 |                                      | 4.647                                | 5,32%                                |
| Бугари                               | Бугари                               |                                      | 351                                  | 0,40%                                |
| Македонци                            | Македонци                            |                                      | 209                                  | 0,24%                                |
| Југословени                          | Југословени                          |                                      | 112                                  | 0,13%                                |
| Црногорци                            | Црногорци                            |                                      | 78                                   | 0,09%                                |
| Хрвати                               | Хрвати                               |                                      | 42                                   | 0,02%                                |
| Муслимани                            | Муслимани                            |                                      | 25                                   | 0,03%                                |
| Албанци                              | Албанци                              |                                      | 9                                    | 0,01%                                |
| Горанци                              | Горанци                              |                                      | 8                                    | 0,01%                                |
| Руси                                 | Руси                                 |                                      | 7                                    | 0,01%                                |
| Мађари                               | Мађари                               |                                      | 6                                    | 0,01%                                |
| Словенци                             | Словенци                             |                                      | 5                                    | 0,01%                                |
| Чеси                                 | Чеси                                 |                                      | 4                                    | 0,00%                                |
| Румуни                               | Румуни                               |                                      | 3                                    | 0,00%                                |
| Босанци                              | Босанци                              |                                      | 2                                    | 0,00%                                |
| Немци                                | Немци                                |                                      | 2                                    | 0,00%                                |
| Словаци                              | Словаци                              |                                      | 2                                    | 0,00%                                |
| Украјинци                            | Украјинци                            |                                      | 2                                    | 0,00%                                |
| остали                               | остали                               |                                      | 10                                   | 0,01%                                |
| регионално                           | регионално                           |                                      | 15                                   | 0,02%                                |
| неизјашњено                          | неизјашњено                          |                                      | 379                                  | 0,43%                                |
| непознато                            | непознато                            |                                      | 172                                  | 0,20%                                |

### Попис 2011.
| \| Етнички састав према попису из 2011. \| Етнички састав према попису из 2011. \| Етнички састав према попису из 2011. \| Етнички састав према попису из 2011. \| Етнички састав према попису из 2011. \| \| ------------------------------------ \| ------------------------------------ \| ------------------------------------ \| ------------------------------------ \| ------------------------------------ \| \| \| \| \| \| \| \| Срби \| Срби \| \| 76.569 \| 91,97% \| \| Роми \| Роми \| \| 4.654 \| 5,57% \| \| Бугари \| Бугари \| \| 589 \| 0,70% \| \| остали \| остали \| \| 988 \| 1,18% \| \| неизјашњени \| неизјашњени \| \| 724 \| 0,88% \| |             |  |        |        |
| Етнички састав према попису из 2011. |             |  |        |        |
| |             |  |        |        |
| Срби | Срби        |  | 76.569 | 91,97% |
| Роми | Роми        |  | 4.654  | 5,57%  |
| Бугари | Бугари      |  | 589    | 0,70%  |
| остали | остали      |  | 988    | 1,18%  |
| неизјашњени | неизјашњени |  | 724    | 0,88%  |

## Галерија
- Црква светог Николе
- Црква светог Николе
- Црква светог Николе
- Црква светог Николе
- Црква светог Николе
- Споменик Бори Станковићу у Градском парку
- Пашин конак - Зграда Народног музеја
- Пашин конак - Зграда Народног музеја
- Врање ноћу
- Градски парк
- Нова пошта у центру Врања
- Казанђол
- Бели Мост у Врању
- Бели Мост у Врању
- Градска (Врањска) река, у Врању